# Javi Chica
Francisco Javier Chica Torres, detto Javi (Barcellona, 17 maggio 1985), è un ex calciatore spagnolo, di ruolo difensore.

## Caratteristiche
Nasce come terzino destro ma spesso viene utilizzato come terzino sinistro.

## Carriera

### Club
All'età di 10 anni inizia a far parte dell'Espanyol. Attraversa tutte le categorie giovanili fino ad arrivare all'Espanyol B, con il quale ha contribuito ad una promozione in Segunda División B. Con la seconda squadra realizza 40 presenze in campionato senza mai segnare.
Si allena nel precampionato della stagione 2006-2007 con la prima squadra sotto la guida dell'allenatore Ernesto Valverde. Il 28 settembre 2006 esordisce in Coppa UEFA nella vittoria per 3-1 sull'Artmedia Bratislava, dove mette a segno un assist per il gol dell'1-1 a Walter Pandiani. L'esordio nella Primera División arriva il 15 ottobre dello stesso anno, allo stadio El Madrigal contro il Villareal. Chiude la stagione con 37 partite giocate tra Primera División e Coppa UEFA.

### Nazionale
Dal 2003 ha rappresentato le selezioni Under-17, Under-19 e Under-20 spagnole.